# Ajia Paraskiewi (gmina)
Ajia Paraskiewi (gr. Δήμος Αγίας Παρασκευής, Dimos Ajias Paraskiewis) – gmina w Grecji, w administracji zdecentralizowanej Attyka, w regionie Attyka, w jednostce regionalnej Ateny-Sektor Północny. Siedzibą i jedyną miejscowością gminy jest Ajia Paraskiewi. W 2011 roku liczyła 59 704 mieszkańców.